# Punta Rasa
Punta Rasa es una punta marina de la costa atlántica de Argentina que se encuentra ubicada en el extremo sur de la bahía de Samborombón y el extremo norte del cabo San Antonio, Partido de La Costa, Provincia de Buenos Aires. De acuerdo al Tratado del Río de la Plata de 1973, en Argentina y en Uruguay se la considera como el punto sur de la desembocadura del Río de la Plata, ya en su porción estuarial, en el mar Argentino del océano Atlántico.

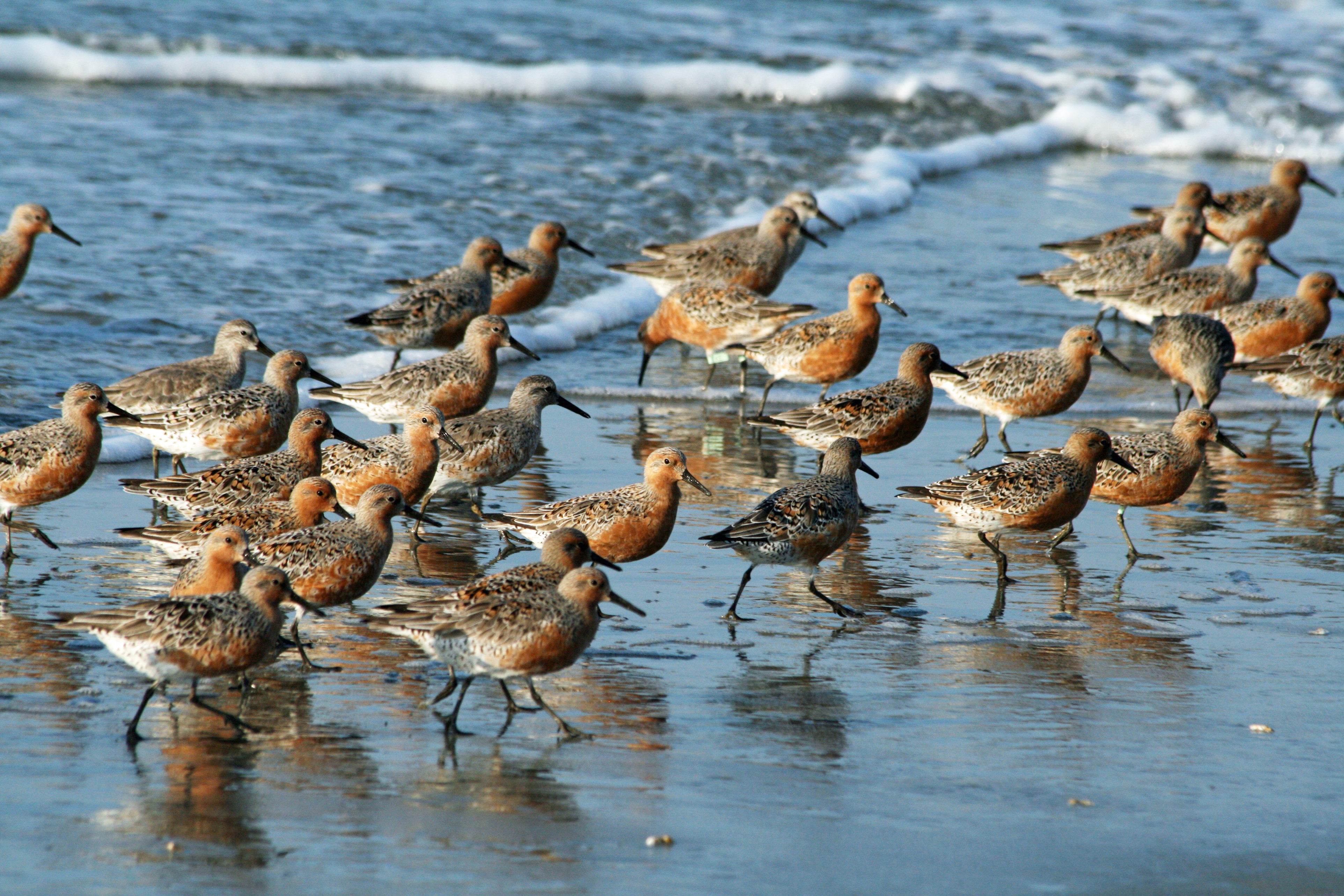
Para las aves migratorias, punta Rasa es una importante estación de descanso y alimentación en sus largos viajes.

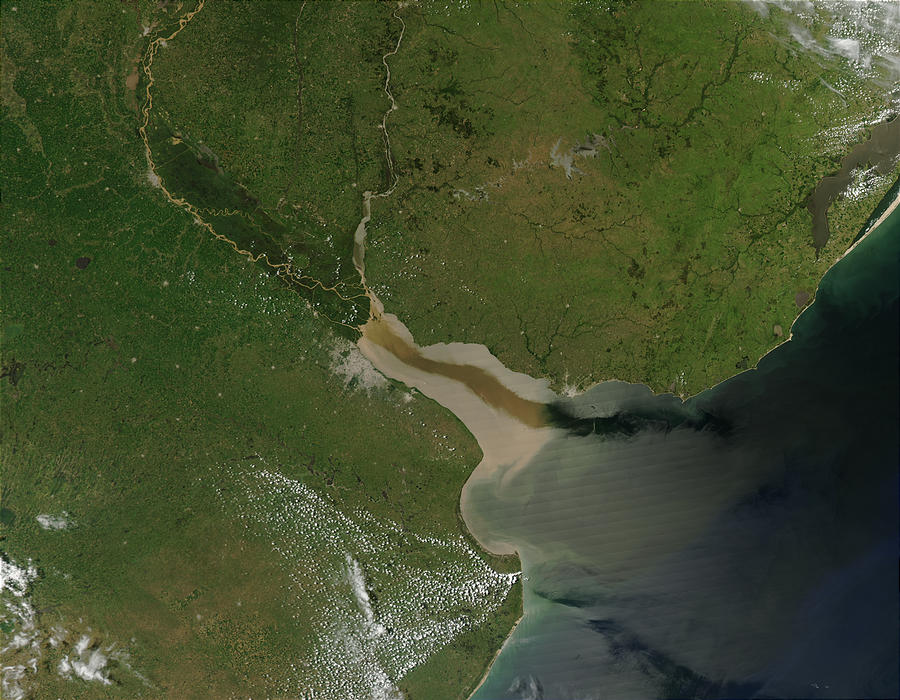
Vista satelital del Río de la Plata.

La punta Rasa varía en su forma y tamaño, de acuerdo a la altura de las mareas, conforme con la poca profundidad de las costas planas que caracterizan a la zona. Se caracteriza por estar conformada por playas inundables, dunas costeras de escasa altura y depresiones intramedanosas, en las que se encuentran pequeñas lagunas de agua salobre que se comunican con el mar por medio de canales de mareas (también llamadas "rías").
Las características geográficas de la región y su ecosistema albergan gigantescas concentraciones de aves migratorias razón por la cual punta Rasa, junto con la Bahía de Samborombón, fue declarada reserva natural e incorporada a la lista de Humedales de Importancia Internacional en 1997. Existe una Estación Biológica Punta Rasa formada por un convenio entre el Servicio de Hidrografía Naval (Armada Argentina) y la Fundación Vida Silvestre Argentina.
Es un lugar utilizado para el aprendizaje del kitesurf y el windsurf. Es riesgoso cuando sopla viento "de tierra" (del cuadrante SSO), algunos deportistas se extraviaron en el mar, unos pocos nunca aparecieron.
Se llega desde la cercana localidad de San Clemente del Tuyú, en un desvío de la ruta que lleva al Faro San Antonio y las Termas Marinas. El acceso es de tierra/ arena, algo accidentado y poco mantenido, que por la altura de las mareas y el efecto del viento sur, puede quedar bloqueado en determinados días y horas. Se recomienda no intentarlo con vehículos de escasa altura o poco confiables, lo ideal es hacerlo con camionetas de doble tracción.

## Acontecimientos históricos
El 21 de marzo de 2024, desató una crecida de la marea importante en esta misma reserva, afectando a casi toda la zona, incluyendo el desbordamiento de las rías y el cierre temporal de dicha entrada, junto con Tapera de López (excepto Termas Marinas Park).
Es posible ser visto dicha marea en mapa satelital desde Google Maps o en Google Earth para computadoras, configurando la fecha "3/21/2024" dentro del rectángulo negro de las imágenes históricas.